# The Accidental Detective
Série
The Accidental Detective 2: In Action
(2018)
Pour plus de détails, voir Fiche technique et Distribution.
The Accidental Detective (hangeul : 탐정: 더 비기닝 ; RR : Tamjeong: Deo Bigining ; « Détective privé : Les débuts ») est une comédie policière sud-coréenne co-écrite et réalisée par Kim Jung-hoon, sortie le 24 septembre 2015,. Sa suite, The Accidental Detective 2: In Action, est sortie en 2018.
Le scénario est vaguement inspiré du film américain L'Inconnu du Nord-Express de 1951.

## Synopsis
Kang Dae-man (Kwon Sang-woo) est un vendeur de bande-dessinée avec un enfant en bas âge. Passionné d'affaires criminelles, il se rend souvent à la police pour donner son avis sur les enquêtes en cours et l'inspecteur No Tae-su (Seong Dong-il (en)) ne peut plus le supporter. Un jour, l'ami policier de Dae-Man, Joon-soo (Park Hae-joon (en)), est arrêté pour meurtre. Pour prouver son innocence, No Tae-su fait équipe avec Dae-Man mais, pendant leurs recherches, un deuxième meurtre a lieu.

## Distribution
- Kwon Sang-woo : Kang Dae-man
- Seong Dong-il (en) : No Tae-su
- Seo Young-hee : Lee Mi-ok, la femme de Dae-man
- Lee Il-hwa (en) : la femme de No Tae-su
- Park Hae-joon (en) :  Joon-soo
- Lee Seung-Joon : Kim Yong-gyu
- Jo Bok-Rae : Lee Yoo-no
- Yoon Kyung-ho : inspecteur Ma
- Oh Jung-se : l'homme de la chambre du patient